# 京王2600系電車

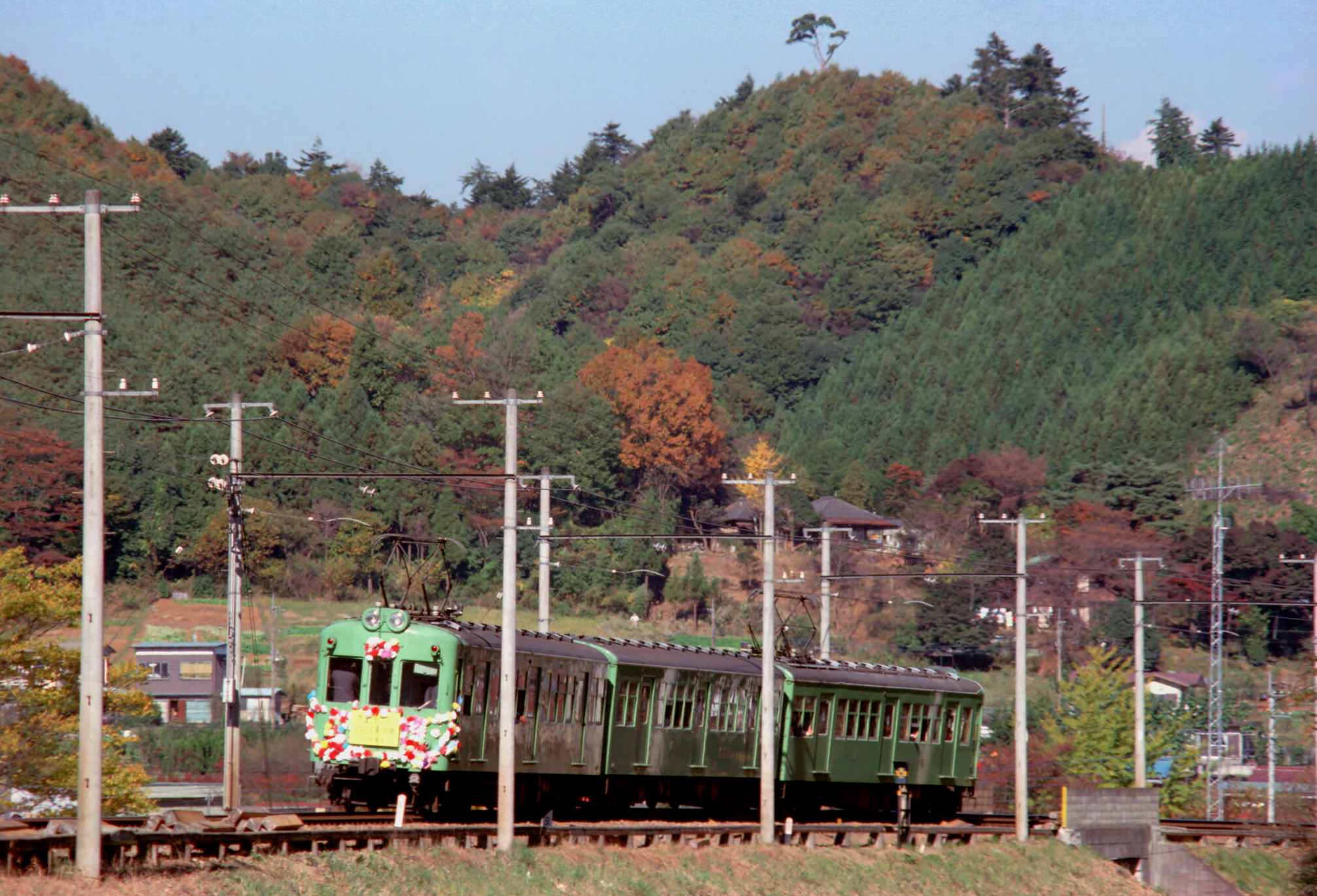
さよなら運転のヘッドマークを掲げて走る2600系
（1977年11月23日、高尾 - 高尾山口間で撮影）

京王2600系電車（けいおう2600けいでんしゃ）は、1950年（昭和25年）に登場した京王帝都電鉄京王線用の通勤形電車。1950年（昭和25年）に京王帝都電鉄発足後初の新車として製造された。

## 概要
京王において太平洋戦争（第二次世界大戦）終戦後初の新車であり、（旧玉南1形の）2000形以来の高床車でもある。日立製作所および日本車両にて15両が製造された。デハ2600形10両とサハ2650形5両が製造され、サハ2651・2652の2両が日本車両製、他の13両が日立製作所製である。また、デハ2600形は奇数番号が新宿方先頭車、偶数番号が八王子方先頭車である。
登場時の架線電圧は600Vであったが、1500V昇圧を見込んだMGの装備や、自動加速方式の多段式制御装置など京王初採用のものがある一方、車体は従来どおりの半鋼製であった。しかしながら、車体長16.8m、車体幅2.6mと大きくなり、d1D4D4D2の片開き3扉、ノーシルノーヘッダーの車体と相まって、従来の14m級車と一線を画す近代的なスタイルとなっている。塗装も当初の標準色であるダークグリーンから、後にライトグリーンに変更されている。
正面は丸妻で、中央の窓が小さい3枚窓非貫通。前照灯は窓上に設置で、新造時は大型白熱灯1灯であったが、1964年（昭和39年）に大型白熱灯による2灯化がなされている。パンタグラフはデハ2600形の運転台側に設置されていたが、1964年に奇数車は連結面側に移設している。
台車は、デハ2600形がウイングばね式・吊り掛け駆動方式の日立製KBD-102形。サハ2650形はTR-11形から雨宮製作所製A-2形および汽車製造製KS-3形を経て、東急車輛製造製TS-103形に落ち着いた。

## 運用
登場当初はデハ2600形奇数車 - 偶数車の2両編成で運用された。
1951年（昭和26年）4月以降、京王線の長編成化工事（通称「3編工」）の進捗に伴いサハ2650形をはさんで3両編成化され、新宿駅 - 千歳烏山駅間などの区間列車で運用された。ラッシュ時などには新宿駅 - 東八王子駅（現・京王八王子駅）間での急行列車運用も見られた。
1965年（昭和40年）以降は、車両需給の関係から2700系クハ2770形と組んだ2両編成も見られた。
晩年は高尾線内の区間各停などの支線運用に就いていたが、1977年（昭和52年）11月23日に高尾線でさよなら運転を実施し廃車となった。